# École supérieure de commandement des troupes aéroportées de la Garde de Riazan
L'École supérieure de commandement des troupes aéroportées de la Garde de Riazan, ordre du Drapeau rouge et de Souvorov, nommée d'après le général d'armée V. F. Marguelov (en russe : Ряза́нское гвардейское вы́сшее возду́шно-деса́нтное о́рдена Суво́рова два́жды Краснознамённое кома́ндное учи́лище и́мени генера́ла а́рмии В. Ф. Марге́лова, abrégé en russe : РВВДКУ) est un institut d'enseignement militaire du ministère russe de la Défense, situé à Riazan, à environ 200 km au sud-est de Moscou. L'établissement est formé pour la première fois sous le nom de cours d'infanterie de Riazan le 13 novembre 1918 — c'est donc l'une des plus anciennes académies militaires actives de la Russie moderne.
C'est l'académie militaire officielle et le centre d'entraînement avancé des forces aéroportées russes.